# Kamienica Szwedzka Sień we Wrocławiu
Kamienica Szwedzka Sień (niem. Zur Schwedenhalle) – kamienica na wrocławskim rynku, na północnej pierzei rynku, zwanej Targiem Łakoci.

## Historia kamienicy i jej architektura

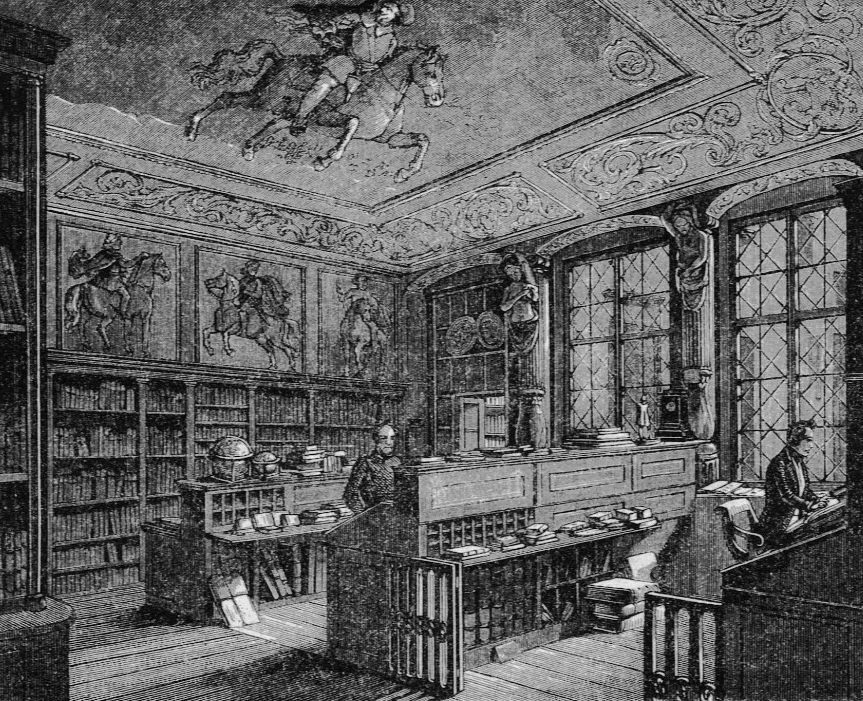
Księgarnia Ferdynanda Hirta z widocznym wizerunkiem króla szwedzkiego Gustawa (przed 1868 r.)

Pierwszy budynek murowany został wybudowany w 1372 roku. Został on wzniesiony wraz z kamienica nr 46, a od zachodu dołączony do ściany już wybudowanego w XIII wieku domu (kamienica nr 48). Budynek był on jednoizbowy, pokryty czteropolowym, bezżebrowym sklepieniem krzyżowym w piwnicy, z jednym filarem w centrum. Od strony frontowej znajdowały się dwie wnęki, a nad nimi okna, w części tylnej jedna wnęka i otwór drzwiowy przewężony od zewnątrz węgarami.
Pod koniec XIV wieku kamienica została rozbudowana o drugi trakt z piwnicą o sklepieniu kolebkowym, izbą tylną i przechodem; w części frontowej znajdowała się sień wejściowa. Wszystkie mury traktu tylnego zostały zbudowane z cegieł w wątku jednowozówkowym. Od strony podwórza umieszczono trzy okna, a zejście do piwnicy znajdowało się wzdłuż wschodniej ściany. Część parterowa drugiego traktu podzielona była na izbę i przechód. Między rokiem 1390 a 1417 do kamienicy dołączono nieruchomość zatylną, znajdująca się na ulicy Igielnej 20. Pod koniec średniowiecza piwnica została podzielona na dwa pomieszczenia, a ściana biegła wzdłuż słupa dźwigającego sklepienie.
Od 1564 roku w kamienicy mieszkał rajca i podskarbnik wrocławski Ludwig Pfintzing, a dom został bogato ozdobiony; z tego okresu zachowały się m.in. kolumna kandelabrowa z pierwszej połowy XVI wieku i drewniany strop gęsto belkowy z końca XVI wieku (po 1585 r.), udekorowany zieloną wicią roślinną i owocami na białym tle.
W 1694 roku  dokonano kolejnych zmian wystroju, głównie sieni tylnej: wykonano sufit ozdobiony sztukateriami, a w płaskim reliefie wykonano wizerunek króla szwedzkiego Gustawa Adolfa siedzącego na koniu. Scenę otaczał szeroki fryz z akantowymi splotami. Po bokach umieszczono herby Riemerów i Halmannów wraz z datą 1633, upamiętniającą przystąpienie Wrocławia do konfederacji śląskiej protestantów podczas wojny trzydziestoletniej. Fundatorem dekoracji był rajca Daniel von Riemer und Eiemberg i jego żona Johanna Regina von Halmann von Halmenfeld. Dekoracje w takim kształcie przetrwały do połowy XIX wieku, a ich wartość w sporządzonej w 1802 roku wycenie przez sztukatora Antona Haselbauera oceniana była na kwotę 100 talarów, gdy wartość sztukaterii całej fasady wyceniono na 150 talarów. W późniejszych latach dekoracja uzupełniona była płycinami z konnymi przedstawieniami cesarzy rzymskich; na początku XVIII wieku dodano do niej stiukowe kariatydy międzyokienne, a w podłuczach okiennych herby rodów kolejnych właścicieli von Reuss (lub von Reuschner) i (zachowany do czasów obecnych) von Eben und Brunn.
Pod koniec XVIII wieku (ok. 1780) dokonano renowacji fasady, dodając nad oknami naczółka segmentowe i trójkątne, a szczyt ujęto w kanciaste woluty i zakończono trójkątnym tympanonem.
W 1868 roku budynek został zburzony i odbudowany już w stylu klasycystycznym. W takim kształcie, z trzema piętrami i poddaszem zakończonym płaskim dachem, przetrwał do dzisiaj.
Od 1832 roku w kamienicy swoją siedzibę miała księgarnia, a następnie wydawnictwo Ferdinanda Hirta. Ferdinand Hirt był wrocławskim księgarzem i wydawcą, który drukował głównie podręczniki szkolne i książki dla młodzieży. Jako pierwszy wydał w 1847 roku podręcznik Friedricha Gottholda Kunze, będący pierwszym podręcznikiem dla wszystkich szkół elementarnych w Niemczech. W latach sześćdziesiątych XIX wieku został księgarzem uniwersyteckim. Jego syn Arnold Hirt otworzył w Lipsku księgarnię Ferdinand Hirt & Sohn, a po śmierci Ferdinanda w 1879 roku przejął wydawnictwo wrocławskie, które działało przynajmniej do 1943 roku.
We wrześniu 1911 Georg Chemise otworzył w budynku swoje drugie kino stałe „Ring-Theater”. Jego pierwszym kinem we Wrocławiu był Residenz-Theater otwarty w 1909 roku przy ulicy Gartenstrasse 53-55 (obecnie ul. Piłsudskiego). W kinie „Ring-Theater” znajdowało się początkowo 222 miejsc, a w szczytowym okresie mieściło 236 widzów. W 1916 roku kino zostało sprzedane Karlowi Jatzke i pod adresem Ring 47 istniało maksymalnie do 1929 roku.

### Właściciele i postacie związane z kamienicą
Prawdopodobnie do 1372 roku posesja nr 47, wydłużona do ulicy Igielnej, była podzielona na kilka mniejszych parceli z osobnymi domami lub mieszkaniami, należącymi do różnych niezwiązanych ze sobą osób. Dopiero w 1369 roku, posesja należąca w większej części do Katarzyny Slegelynne została sprzedana staremu pisarzowi Piotrowi (ówczesnemu właścicielowi kamienicy nr 48), a następnie trzy lata później, złotnikowi Klausowi z Brzegu (Clause von Brige). W tym samym roku, w 1372 wzniesiono pierwszy murowany budynek. W latach 1387–1389 właścicielem domu było małżeństwo Andrzeja i Anny Sussewynckel, ale nieznany jest rok, w którym posesję nabyli. Andrzej zajmował się piwowarstwem, a od 1404 roku był właścicielem innej wrocławskiej kamienicy znajdującej się na pierzei północnej Rynek 34. Po trzech latach Andrzej sprzedał dom, a nowy właściciel Mikołaj Fetter zamieszkał w nim na następne dwadzieścia lat wraz ze swoją żoną Agnithe, która dziedziczyła go po jego śmierci. Być może to właśnie Mikołaj połączył do posesji przyrynkowej posesję zatylną przy ulicy Igielnej. W okresie między 1410 a 1418 wdowa Agnieszka odziedziczyła po swoim drugim mężu Kamienicę Pod Błękitnym Słońcem, a tę przy posesji 47 sprzedała ok. 1416 roku. Nowymi właścicielem był złotnik Piotr Ficker, a jego żona była właścicielem przejazdu przy ulicy Igielnej zwanego Grzebieniarskim. W rodzinie Fickerów kamienica znajdowała się do 1440 roku, kiedy to ogromnie zadłużona posesja (jak i cały majątek) została przekazana przez Margareth (córkę Piotra) małżonkom Lorenzowi i Agnes Rotkel. Według Mateusza Golińskiego mogła to być siostra Margareth.
Po kolejnych trzech latach (w 1443) kamienica została prawdopodobnie sprzedana Niklasowi Marner, posesjonata i rentiera handlującego nieruchomościami. Do 1449 właścicielami kamienicy byli złotnicy Lorenz Polak (1445), a od 1449 kolejny kupiec i rentier Valentinus Haunold, który w kamienicy nie mieszkał, a nabył ją za długi. W 1460 kamienica została sprzedana złotnikowi Lorenzowi Polakowi (niespokrewnionemu z wcześniejszym właścicielem o tym samym nazwisku), obywatelowi miasta od 1460. Lorenz zlikwidował cały dług czynszowy; był zaprzysiężonym królewskim probierczym oraz trudnił się również kupiectwem (posiadał komorę w sukiennicach). W 1498 roku przeniósł się do Nysy, a kamienicę sprzedał Barbarze Kupferschmiedowej i jej mężowi Hannsowi Dresscher. W ich rękach kamienica pozostawała przynajmniej do 1501 roku.
Prawdopodobnie na początku XVI wieku właścicielem kamienicy został patrycjuszowski ród Pfintzingów z Norymbergi; w 1564 roku mieszkał w niej rajca i podskarbnik wrocławski Ludwig Pfintzing.